# Sarawakiola
Sarawakiola is een geslacht van kevers uit de familie bladkevers (Chrysomelidae).
De wetenschappelijke naam van het geslacht werd in 1997 gepubliceerd door Mohamedsaid.

## Soorten
- Sarawakiola ajaib Mohamedsaid, 1997